# هنری ای. شاده
هنری ای. شاده (انگلیسی: Henry A. Schade؛ زاده ۳ دسامبر ۱۹۰۰ درگذشته ۱۲ اوت ۱۹۹۲) یک فرد نظامی بود.